# Josef Místecký

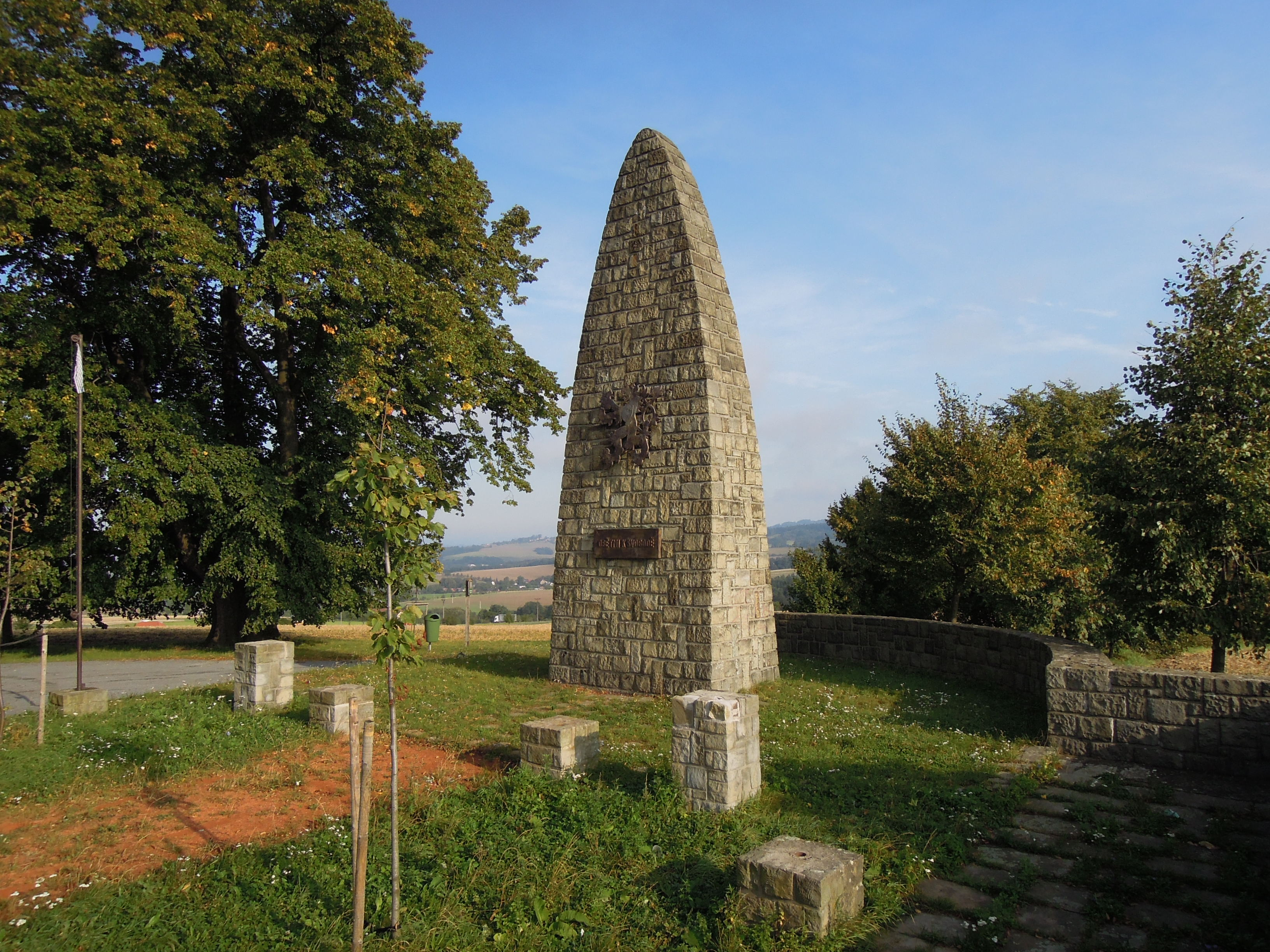
Památník obětem druhé světové války na vrchu Helštýn, Valašské Meziříčí

Josef Místecký (6. července 1891, Poličná u Valašské ho Meziříčí – 6. března 1957, Poličná u Valašské ho Meziříčí) byl český architekt, urbanista, pedagog, malíř, návrhář nábytku a koberců.

## Stručná charakteristika
Josef Místecký je počítán k nejvýznamnějším prvorepublikovým architektům, kteří měli vliv na formování moderní architektury ve Vlašském Meziříčí. Tím druhým (neméně významným) pak byl architekt Bohumír Kupka (1900–1942). Na konci 30. let 20. století pracoval Josef Místecký na regulačním plánu města, ve Valašském Meziříčí realizoval v letech 1926 až 1927 svoji vlastní vilu, druhou funkcionalistickou stavbu (rodinný dům určený rovněž pro sebe a svoji manželku Hedviku) realizoval v roce 1936 nedaleko Vlašského Meziříčí v obci Poličná
Ve Valašském Meziříčí navrhl řadu interiérů a rodinných domů. Pomník obětem druhé světové války na kopci Helštýn ve Valašském Meziříčí je společným dílem architektů Jaroslava Hlaváče (1909–1984) a Josefa Místeckého z roku 1947. Místecký také zpracovával návrhy koberců.

## Život

### Studia
Josef Místecký se narodil 6. července 1891 v obci Poličná u Valašské ho Meziříčí. Po absolvování nižšího gymnázia studoval od roku 1908 na Odborné škole pro zpracování dřeva ve Valašském Meziříčí a v letech 1911 až 1912 zde absolvoval mistrovskou truhlářskou školu (pod vedením architekta, kreslíře a grafika Emanuela Pelanta (1871–????), žáka architekta, urbanisty, návrháře nábytku a malíře Jana Kotěry). Po odchodu do Prahy absolvoval Místecký praxi v kanceláři českého architekta Antonína Pfeiffera. Vysokoškolská studia zahájil Místecký na vysoké škole uměleckoprůmyslové v Praze u původem slovinského architekta a urbanisty profesora Josipa Plečnika. (1915 až 1918) Na pražské AVU pokračoval (po první světové válce) ve studiu u českého architekta, urbanisty a teoretika architektury profesora Jana Kotěry. (1918 až 1921) Pracoval v ateliérech architektů Františka Vahaly a Ladislava Machoně. AVU dokončil Místecký v roce 1921. V Praze se Josef Místecký seznámil se svojí manželkou Hedvikou.

### Ve Valašském Meziříčí
Po návratu do Valašského Meziříčí nastoupil v roce 1921 jako odborný učitel (profesor) na Odborné škole pro zpracování dřeva. A právě pro expozici této školy na světové výstavě dekorativního umění v Paříži v roce 1925 navrhl ložnici z citronového dřeva, která byla odměněna cenou Grand Prix. Na této odborné škole studovalo pod jeho vedením několik významných osobností:
- akademický architekt Václav Hilský (1909-2001);[2]
- architekt Richard František Podzemný (1907-1987);[2]
- architekt a představitel vrcholného funkcionalismu Antonín Tenzer (1908-2002);[2]
- funkcionalistický architekt Zdeněk Plesník (1914-2003);[2]
- profesor, akademický architekt, designér nábytku a pedagog zaměřený na interiérovou tvorbu Ladislav Vrátník (1927–2010)[2] a mnozí další.[pozn. 7][pozn. 8]

### Některé stavby
- První stavbou byl nenáročný dům Antonína Baslera (Fügnerova 492/2, park Botanika, GPS souřadnice: 49.4688981N, 17.9644083E). Stavebníkem se stal Alois Sedlář a dům byl proveden podle Místeckého návrhu z března roku 1923.[7] Dům v průběhu let prošel několika stavebními úpravami, jenž změnily nejen jeho tradiční stavební půdorys, ale i vary a rozmístění oken a cihelný dekor.[7]
- V dubnu 1924 dokončil Místecký návrh domu s provozovnou pro malíře pokojů Josefa Hofmana (Sokolská 540/18, GPS souřadnice: 49.4711681N, 17.9676075E). V přízemí architekt vytvořil zázemí pro majitelovu živnost a v patře pak jeho byt.[7] Zábradlí balkónu bylo obohaceno o sochu malého chlapce od Miloše Bublíka (1889–1961). Později doznal dům změn ve vnitřním půdorysu a také přibyla přístavba dalšího skladiště.[7]
- V červenci 1924 navrhl Místecký pro svého kolegu z dřevařské školy Oldřicha Zemana jednoduchý přízemní dům na půdorysu ve tvaru písmene T (Králova ulice 512/50, GPS souřadnice: 49.4649397N, 17.9704761E). Stavbu provedl Jan Demel a reliéfy byly dílem Miloše Bublíka.[7]
- V roce 1925 získal Místecký za návrh ložnice z citronového dřeva (zhotovenou žáky dřevařské školy) na výstavě v Paříži cenu Grand Prix.[7] V témže roce (1925) obdržel zakázku na návrh pomníku prezidenta Masaryka v blízkosti evangelického kostela v Botanice.[7] Poprsí T. G. Masaryka zhotovil z carrarského mramoru František Hlavica (1885–1952); sedícího lva vytvořil Miloš Bublík.[7] Pomník byl v průběhu let několikrát zrušen a opět obnoven, za totality byla na čas Masarykova busta nahrazena bustou Františka Palackého od Ambrože Špetíka (1921–2005).[7][pozn. 9]
- Plány na velkorysý dům s obchodem pro Apolonii Blahutovou (Sokolská 563/16, GPS souřadnice: 49.4712472N, 17.9680928E) dokončil Místecký v květnu 1926.[7] Stavbu domu realizoval Václav Brda.[7] V roce 1970 majitelé dům rozdělili na dva objekty a jeho fasáda přišla o původní svoji dekorativnost.[7]
- Období první poloviny 20. let 20. století završil Josef Místecký v roce 1926 stavbou vlastní vily (Králova 592/63, GPS souřadnice: 49.4643689N, 17.9710278E) ve Valašském Meziříčí.[7]

### Vila ve Valašském Meziříčí
Ve 20. letech 20. století se architekt Josef Místecký se svojí chotí Hedvikou rozhodli pro návrh a stavbu rodinného domu obklopeného přírodou. Jako lokalitu zvolili jižní okraj Valašského Meziříčí k západu orientovanou svažitou parcelu pod vrchem Stínadla. Výsledkem byla vila obdélníkovitého půdorysu s jehlancovitou střechou pokrytou pálenými taškami. Hlavní vchod do domu je orientován do ulice a je kryt loubím s plochou střechou. Loubí zakrývá také přístup na půlkruhový terasovitý rondel. Rodinný dům prosvětlují rozměrná dělená okna sestavená do pásových kompozic s rytmizovanou kompozicí, která opticky odlehčují celý poněkud masivním dojmem působící objekt. Interiér domu je navržen kolem průchodní místnosti s neobvyklým dřevěným dvojramenným schodištěm. Tato vila (realizovaná v letech 1926 až 1927) naplnila původní myšlenku manželů Místeckých (bydlení městského člověka v těsnějším kontaktu s přírodou) ale jen částečně. Její dovršení Josef Místecký uskutečnil až v polovině 30. let 20. století, kdy pro sebe a svoji choť navrhl a postavil nový rodinný dům v Poličné.

### Vila v Poličné
Snad těsnější sepětí s přírodou či nějaké rodinné důvody důvody vedly architekta Josefa Místeckého k prodeji svého domu ve Valašském Meziříčí a k odhodlání navrhnout a realizovat ve 30. letech 20. století výstavbu nové funkcionalistické vily ve své rodné Poličné. Funkcionalistické pojetí Místeckého návrhu (první varianta projektu jeho vily v Poličné je z jara roku 1936) bylo tou dobou ovlivněno i jeho kontakty s předními českými architekty, mimo jiné s českým sochařem a funkcionalistickým architektem Františkem Lýdiem Gahurou (1891–1958) ze Zlína. Obecní rada schválila Místeckého stavební plány 17. května 1936, ale i po tomto datu provedl architekt v projektu nějaké úpravy. Realizace stavby byla svěřena staviteli z Valašského Meziříčí, kterým byl Alois Sedlář. Cena všech provedených prací (včetně ceny pozemku) se vyšplhala na částku 107.361,- Kč, z čehož si stavební práce vyžádaly 54.925,- Kč (ceny z února roku 1937).
Zděná několikapodlažní stavba doplněná železobetonovými stropy a nosnými pilíři s kruhovým průřezem má prostý tvar kvádru, který je v přízemí z jižní strany „prolomen“ do domu zapuštěným vstupním prostorem. S tím koresponduje i poslední podlaží objektu, které je z jižní strany (nad vchodem) „odlehčeno“ ustoupením za částečně zastřešenou terasu (podepřenou centrálním sloupem). Jižní stěna v prvním patře nad vchodem vily je opatřena symetricky umístěným pásovým oknem směřujícím do zahrady. Protilehlá obvodová stěna domu (severní) je bez oken, pomineme-li jen trojici nad sebou v patrech umístěných malých úzkých obdélníkovitých okének. Přes celou výšku domu mírně vystupuje z této obvodové stěny vily šachta, která je nad plochou střechou domu zakončena nevysokým komínem. Obě zdánlivě fádní a jednolitě působící boční stěny objektu jsou v nadzemním podlaží (podlažích) vybaveny různě dlouhými nesymetricky umístěnými pásovými okny.
Vnitřnímu členění vily dominuje dvoupodlažní hala (prosvětlená pásovým oknem do zahrady) v patře. Ta je přístupná ze schodiště, které vede z verandy. Součástí haly je ve druhém patře se nacházející galerie s pracovním koutem s knihovnou a s kajutovou ložnicí. Do nejvyššího patra vily situoval architekt Josef Místecký ateliér. Ten je dostupný po relativně úzkém schodišti vedoucím po straně z galerie. Ateliér je prosvětlen jediným širokým pásovým oknem vedoucím přes celou šíři jeho jižní stěny. Okno je částečně kryto po celé délce střešním přesahem a umožňuje spojení ateliéru se střešní terasou.
Během druhé světové války v období Protektorátu Čechy a Morava se Místeckého vila v Poličné (se zahradou obklopenou lesem) stala i úkrytem pro některé osoby pronásledované gestapem. Rodinný dům architekta Josefa Misteckoho v Poličné byl navržen k prohlášení za nemovitou kulturní památku.

### Závěr
Architekt Josef Místecký zemřel 6. března 1957 v obci Poličná u Valašského Meziříčí. Pohřben byl na zdejším městském hřbitově.

## Kolektivní výstavy
- 1923/1924 – II. výstava uměleckého průmyslu československého, Uměleckoprůmyslové museum, Praha[12]
- 1925 – 	Exposition internationale des arts décoratifs et industriels modernes, Espace Eiffel Branly, Paříž (Paris)[12]
- 1925 – Výstava Zemské gobelínové a kobercové školy ve Valašském Meziříčí, Topičův salon (1918-1936), Praha[12]
- 1928 – Akademie výtvarných umění v Praze - Výstava soudobé kultury československé v Brně 1928, Brněnské výstaviště, Brno (Brno-město)[12]
- 1939 – Gobeliny a koberce zemského gobelinového a kobercového ústavu ve Valašském Meziříčí, Topičův salon (1937-1949), Praha[12]
- 2004 – Folklorismy v českém výtvarném umění XX. století, České muzeum výtvarných umění, Praha[12]
- 2004 – Folklorismy v českém výtvarném umění XX. století, Galerie výtvarného umění v Chebu, Cheb (Cheb)[12]
- 2004 – Folklorismy v českém výtvarném umění XX. století, Galerie výtvarného umění, Hodonín (Hodonín)[12]
- 2005 – Folklorismy v českém výtvarném umění XX. století, Muzeum Jana Amose Komenského, Uherský Brod (Uherské Hradiště)[12]
- 2006 – Vítkovice Industria Art, Galerie Stará radnice, Brno (Brno-město)
- 2006 – Vítkovice Industria Art, Galerie Mansarda, Praha[12]
- 2007 – Ostrava ve výtvarném umění, Ostrava (Ostrava-město), Ostrava (Ostrava-město)[12]

## Josef Místecký v publikacích

### V knihách
- 2004: Koliba, Slezská univerzita, Opava[13]
- 2008: Slavné vily Zlínského kraje, FOIBOS a.s., umělecká agentura, Praha[13]
- 2013: Národní styl: Kultura a politika, Vysoká škola uměleckoprůmyslová (od 1945), Praha[13]
- 2016: Design v českých zemích 1900-2000, Uměleckoprůmyslové museum, Praha[13]

### V encyklopediích a slovnících
- 1936: Kulturní adresář ČSR (Biografický slovník žijících kulturních pracovníků a pracovnic), Českolipská knih a kamenotiskárna, Česká Lípa[13]
- 2002: Slovník českých a slovenských výtvarných umělců 1950-2002 (VIII. Man - Miž), Výtvarné centrum Chagall, Ostrava (Ostrava-město)[13]
- 2006: Nová encyklopedie českého výtvarného umění (Dodatky), Academia, nakladatelství Akademie věd České republiky, Praha[13]